# Фундаменталізм
Фундаменталізм (лат. Fundamentum — основа) — переконання, що існує певна тверда основа, на якій має ґрунтуватися розуміння реальності, істини, добра, Бога. Відповідно, можна говорити про різновиди фундаменталізму — метафізичний, епістемологічний (пізнавальний), етичний, культурний (цивілізаційний, національний), релігійний. Фундаменталізм часто є реакцією на процеси глобалізації і секуляризації, які відбуваються в сучасному суспільстві.
Термін «фундаменталізм» вперше був вжитий у християнському світі для позначення консервативного руху в євангелічній церкві США. Надалі це позначення поширилося на будь-які релігійні течії такого роду і деякі позарелігійні концепції. Але зазвичай під цим словом мається на увазі саме релігійний фундаменталізм.
В залежності від контексту, ярлик «фундаменталізм» частіше буває принизливою, аніж нейтральною характеристикою.

## Термін
Термін історично використовувався для позначення вузьких релігійних переконань, які розвинулися в протестантському русі в США на початку XX століття, і мають свої витоки в фундаменталістських-модерністських протиріччях, широко відомих в той період. Він був пов'язаний з публікацією серії творів під заголовком «The Fundamentals. A Testimony to the Truth». До 1950-х рр. термін фундаменталізм не був внесений до Оксфордського словника англійської мови. Термін широко використовується як пейоративний, негативно характеризує визначення, особливо часто поєднуючись з іншими епітетами (напр., Часто вживані вирази «ісламський фундаменталізм», «праворадикальний / ліворадикальний фундаменталізм»).
Найбільш активно фундаменталістські протягом проявляються в ісламі, християнстві, юдаїзмі та індуїзмі проте, напрямки, що мають ознаки фундаменталістських, виявляються фахівцями в інших релігіях і поза релігією.

## Релігійний фундаменталізм
Релігійний фундаменталізм — тенденція, що виражає негативну реакцію консервативних релігійних кіл (XIX—XX ст.) на секуляризацію, тобто емансипацію науки, культури і суспільного життя від релігії, що стало причиною маргіналізації останньої. Протилежна тенденція релігійному і філософському модернізму.
Фундаменталізм має переважно релігійний характер, оскільки в релігії ревнителі архаїчного етосу знаходять важливе джерело табу, культу та міфологічного світогляду. У рамках фундаменталізму важливіша традиція, ніж релігійне богошукання.
Релігійний фундаменталізм являє собою ідеологію релігійних і релігійно-політичних рухів і течій, які активно виступають за повернення до витоків або богословської основи віровчення, до віри в її «споконвічній чистоті», у тій формі, у якій розуміє ці витоки та чистоту конкретна течія. Фундаменталістська критика, як правило, є дуже селективною, фокусуючись лише на деяких гострих явищах морального занепаду, включно з абортами, контрацепцією, проституцією, адюльтером, викладанням у школі теорії еволюції замість креаціонізму та суспільством споживання.
Як правило, більшість у релігійних організаціях складають традиціоналісти, тоді фундаменталісти та модерністи представлені маргінальними течіями. Однак у періоди значних соціальних змін та суспільно-політичних криз кількість прихильників фундаменталізму може суттєво зростати.
Найактивніше фундаменталістська течія проявляється в ісламі, християнстві, іудаїзмі та індуїзмі. Проте напрями, що мають ознаки фундаменталістських, фахівці виявляють і в інших релігіях.

### Буддизм
Буддистський фундаменталізм спрямований на інші релігійні та етнічні групи і спостерігається в країнах з буддизмом як домінуюча релігія, як наприклад М'янма та Шрі-Ланка. В М'янмі спостерігається напруженість між мусульманськими меншинами та буддистською більшістю, особливо під час антимусульманських заворушень 2013 року. Подібне ситуація і на Шрі-Ланці, де відбулися антимусульманські заворушення у 2014 року та 2018 роках. Зазвичай за подібними подіями стоять певні фундаменталістичні групи, такі як Рух 969 у М'янмі та Bodu Bala Sena на Шрі-Ланці
Існують історичні та сучасні приклади буддистського фундаменталізму в кожній з трьох основних гілок буддизму: Тгераваді, Махаяні та Ваджраяні.

### Індуїзм
В Індії діє кілька впливових і численних фундаменталістських організацій, заснованих на індуїзмі. Зокрема «Раштрія сваямсевак санґх» («Союз добровільних служителів нації» — РСС) налічує близько 4 млн членів. РСС має свої воєнізовані підрозділи і профспілки. Крім РСС відома також така радикальна індуїстська організація як «Шив сена» («Армія Шиви») і радикальна молодіжна організація «Баджранг Дав» (Загін сильних).

### Іслам
Хоча початково релігійний фундаменталізм був течією у християнстві, після Іранської революції цей термін стали вживати також щодо радикальних течій в ісламі. Іранська криза із заручниками 1979—1980 рр. ознаменувала перелом у використанні терміну «фундаменталізм». ЗМІ, намагаючись пояснити ідеологію аятолли Хомейні та Іранську революцію західній аудиторії, описали її як «фундаменталістську версію ісламу» за аналогією з рухом християнських фундаменталістів у США. Таким чином народився термін «ісламський фундаменталіст», який у наступні роки став загальноприйнятим.
До таких течій належить, зокрема, ваххабізм — офіційна ідеологія Саудівської Аравії. Ісламський фундаменталізм має яскраво виражений антизахідний, антиамериканський характер. На відміну від християнського фундаменталізму представники ісламського фундаменталізму свою ідеологію так не називають.
Ісламський фундаменталізм характеризується поверненням до первинної «чистоти» ісламу, очищенням від нашарувань, що увібрав у себе іслам протягом історії (саме це відрізняє фундаменталістів від традиціоналістів, адже останні притримуються захисту багатьох пізніших звичаїв), і проголошує відновлення конкретних соціальних і політичних інститутів і норм, що мали місце за часів пророка Мухаммада і перших чотирьох пророків.
Ісламський фундаменталізм є однією з течій, поряд з ісламським традиціоналізмом і ісламським модернізмом. Ідеї ісламського фундаменталізму лежать в основі ісламського радикалізму та ісламізму.

### Християнство

#### Протестантизм
Фундаменталізм як рух виник у Сполучених Штатах Америки в колах консервативних пресвітеріанських теологів у Принстонській теологічній семінарії в кінці 19 століття. У 1910 — 1920-их до нього приєдналися консервативні баптисти та представники інших деномінацій. Рух ставив перед собою мету відновити старі вірування протестантського християнства і самовіддано захищати їх від ліберальної теології, дарвінізму та інших рухів, які, на думку фундаменталістів, були шкідливими для християнства.
Сам термін фундаменталізм з'явився на Ніагарській біблійній конференції (1878—1897), яка дала визначення тому, що є «фундаментальним» для християнської віри. Термін пов'язаний також із дванадцятитомним виданням під назвою «Основи», опублікованим у 1910 на кошти Мілтона та Лаймана Стюартів. Ця серія теологічних статей з'явилася в період гострої боротьби між консервативною і модерністською течіями пресвітеріанства в Сполучених Штатах, яка розпочалася в кінці 19 ст. і тривала впродовж 1920-их. У 1910 Генеральна асамблея пресвітеріанських церков виділила так звані «п'ять основ»:
- Богонатхнення Біблії святим духом, наслідком якого є безпомилковість Святого Письма.
- Непорочне зачаття Христа.
- Віра в те, що смерть Христа була відкупленням гріха.
- Тілесне воскресіння Христа.
- Історична реальність Христових чудес.

На кінець 1910х теологів консерваторів, які відстоювали п'ять основ, стали називати фундаменталістами. Практично, найбільше дискусій викликало перше з п'яти положень.
Євангелістські групи, що погоджуються з теологічними положеннями п'яти основ, можна поділити на помірковані та войовничі. Помірковані євангелісти не відмовляються брати участь у спільних заходах із релігійними групами, що не дотримуються п'яти основ, тоді як войовничі фундаменталісти відмовляються брати участь у таких заходах.
Християнські фундаменталісти вважають Біблію в повному об'ємі, як Новий заповіт, так і Старий заповіт, непомильною та історично точною. Серед них вирізняється група «буквалістів», які наполягають на буквальному прочитанні навіть тих місць у Святому Письмі, які інші сприймають як поетичну й метафоричну мову. Особливо це стосується Книги откровення.
З часом термін фундаменталізм став пов'язуватися з тими течіями євангелістського протестантизму, для яких особливо властиве сепаратистське ставлення до сучасності та до тих проявів культури, що є, на їхню думку, типовими для сучасного світу, а також до тих християн, які не вважають за необхідне віддалитися від цих проявів.
Термін фундаменталізм важко застосовувати до релігійних груп за межами США, погляди яких зазвичай менш догматичні.

#### Католицтво
Вельми впливові в християнському світі католицькі фундаменталісти. До них відносять, зокрема, «Священицьке братство святого Пія Х», засноване в 1970 році архієпископом Марселем Лефевром. Конфлікт Лефевра з офіційним Ватиканом привів до відлучення архієпископа від церкви. Не менш відома організація «Opus Dei» («Божа справа»), заснована іспанцем Ескріва де Балагером в 1928 році, що зробила великий вплив на ряд правих політичних режимів XX століття в Європі та Латинській Америці. Відомі також «Militas Dei» («Воїни Божі») або «Ліга католицької контр-реформації» (Франція).
Католицькі фундаменталісти виступають проти модернізму, екуменізму і реформованого богослужіння, прийнятого II Ватиканським собором.

#### Православ'я
Зародження православного фундаменталізму в Росії відносять до початку XX століття. На громадському рівні його проявом стали єврейські погроми (1881, 1903), а на політичному — створенням «Союзу російського народу»
Другою хвилею зростання фундаменталістських настроїв в Росії відзначені 1980-1990-ті роки. У політичному полі воно ознаменувалося появою національно-патріотичних об'єднань з православною риторикою (першим з них було Товариство «Пам'ять»). Якщо на ранніх етапах значну роль для таких об'єднань грали антисемітизм і монархічні настрої, то пізніше основну роль став грати самостійний релігійний фактор. У Росії почали діяльність ряд релігійно-суспільних організацій фундаменталістського характеру, таких як «Братство», «Православ'я або смерть».
Релігієзнавець Ю. Чорноморець у 2011 році висловив думку, що патріарх Кирило (Гундяєв) «багато в чому через прагнення зберегти Україну в РПЦ, перейшов на позиції крайнього фундаменталізму».

### Юдаїзм
Юдейський фундаменталізм проявляється в діяльності організацій і політичних партій Ізраїлю, які виступають за організацію всього життя в державі відповідно до релігійних законами юдаїзму. Деякі групи ортодоксальних юдеїв (так званих харедім) часто конфліктують з представниками світського населення Ізраїлю в зв'язку з недотриманням останніми строгих релігійних обмежень. Ці групи часто вступають в прямі зіткнення з поліцією.
Існує також ультрарадикальна юдейська організація «Нетурей карта», що зовсім не визнає Ізраїль як державу в зв'язку з тим, що держава створена до приходу Месії.

### Атеїзм
В історії було багато випадків екстремістських атеїстів. Під час Французької революції ебертисти були тими, хто найбільш відкрито виступав за дехристиянізацію Франції під час революції.
Наприкінці 19-го і на початку 20-го століть ці ідеї пожвавилися в анархістських, соціалістичних і комуністичних колах. У 20 столітті політик Енвер Ходжа проголосив свою країну «першою атеїстичною державою у світі», і в 1976 році це було додано до конституції. Крайнім випадком була Камбоджа, де червоні кхмери заборонили всі релігійні культи в країні та вбили сотні віруючих, зруйнували храми тощо. Коли в'єтнамська армія увійшла в країну, майже всі монахи та релігійні інтелектуали були вбиті або вивезені на заслання, а майже всі храми, буддистські храми та бібліотеки були зруйновані.
Термін «новий атеїзм» описує позиції деяких атеїстичних академіків, письменників, учених і філософів XX і XXI століть. Критики назвали новий атеїзм «світським фундаменталізмом».
У XXI столітті войовничий атеїзм виявився насамперед у русі Новий атеїзм, найбільших представників якого звинувачували в «антирелігійних фундаменталістах» і, на думку Аміра Акцеля, в «атеїстична релігія».

### Язичництво
Фундаменталізм досить поширений серед германських неоязичників. Питання про взаємозв'язок між германським неоязичництвом та неонацистським рухом є суперечливим серед німецьких неоязичників.

## Нерелігійний фундаменталізм
Вчені виділяють низку ідеологій нерелігійного фундаменталізму, наприклад державно-політичний, економічний, націоналістичний, ґендерний, феміністський, екологічний, ринковий фундаменталізм тощо. Фандументалізм виникає як відповідна реакція з боку спільноти, чиє спокійне, комфортне, розмірене існування було розхитане радикальними соціальними трансформаціями. В основі фундаменталізму прагнення повернути втрачену стабільність, відновити систему координат, з цим пов'язана безкомпромісність, любов до простих рішень, пошук твердих, непохитних основ тощо..
Фундаменталістським часто називають будь-який підхід, який абсолютизує ті чи інші погляди як істину в кінцевій інстанції.

## Політика
У сучасній політиці фундаменталізм асоціюється з правою консервативною ідеологією, особливо соціальним консерватизмом. Соціал-консерватори часто підтримують політику, що відповідає релігійному фундаменталізму, наприклад, підтримку шкільних молитов, виступають проти прав ЛГБТ та абортів. Навпаки, секуляризм асоціюється з лівою чи ліберальною ідеологією, оскільки він займає протилежну позицію до зазначеної політики, однак різноманітні ліві політики також вважаються формами фундаменталізму, особливо сильними формами пробудження.
Політичне використання терміну «фундаменталізм» піддавалося критиці. Політичні групи використовували його для критики опонентів, гнучко застосовуючи цей термін залежно від своїх політичних інтересів. За словами Джудіт Нагати, професора Інституту досліджень Азії при Національному університеті Сінгапуру, "афганські моджахеди, які у 1980-х роках воювали з радянським ворогом, могли бути визнані «борцями за свободу» їхніми американськими прихильниками в той час, тоді як нинішній «Талібан», яких вважають, серед іншого, захисником американського ворога Усами бін Ладена, є однозначно «фундаменталістом».
Термін «фундаменталізм» використовується як зневажливе позначення філософії, які сприймаються як буквальне мислення або претендують на те, щоб бути єдиним джерелом об'єктивної істини, незалежно від того, чи називають їх зазвичай релігією. Наприклад, Архиєпископ Уельський піддав широкій критиці «атеїстичний фундаменталізм» і сказав, що «будь-який вид фундаменталізму, чи то біблійний, атеїстичний чи ісламський, є небезпечним». Він також сказав, що «новий фундаменталізм нашого часу … призводить до мови вигнання і винятковості, екстремізму і поляризації, а також до твердження, що, оскільки Бог на нашому боці, він не на вашому». Він стверджував, що це призвело до таких ситуацій, коли міська влада називала Різдво «Winterval», школи відмовлялися ставити вертепи, а з каплиць знімали хрести. Інші заперечували, що деякі з цих нападів на Різдво є міськими легендами, не всі школи ставлять вертепи, тому що вони вирішили ставити інші традиційні п'єси, такі як «Різдвяна пісня» або «Снігова королева», і, через зростання напруженості між різними релігіями, відкриття громадських місць для альтернативних вистав, а не для вертепу, є спробою зберегти релігійну нейтральність органів влади.
У Франції під час маршу протесту проти введення обмежень на носіння хусток у державних школах на одному з банерів ця заборона була названа «світським фундаменталізмом». У Сполучених Штатах особиста або культурна нетерпимість до жінок, які носять хіджаб (ісламський головний убір), і політична активність мусульман також отримала назву «світський фундаменталізм».